# 부암정 (별장)
부암정(傅巖亭) 또는 윤가정원(尹家庭園)은 서울 종로구 부암동에 있던 윤치호의 별장이다. 윤치호가 1930년 사비를 들여 매입한 별장이었다. 서울특별시 종로구 부암동 265번지에 소재해 있다. 윤치호의 별장인 부암정 근처에는 부암동 주민센터와 윤웅렬의 서울 집인 부암동 윤웅렬가와 별장인 반계 윤웅렬 별서 등이 인근에 소재해 있다.
한때 반계윤웅렬별서, 부암동 윤웅렬가(모두 부암동 348번지 소재)와 같은 건물로 여겨졌지만 1933년 7월 19일자와 1934년 6월 14일자 등의 윤치호 일기에는 각각 다른 건물임이 언급되어 있다. 근처인 종로구 가회동에도 윤치호의 별장 취운정이 있다.

## 개요
부암정은 조선시대에 지어진 별장으로 1930년 윤치호가 사비를 들여 매입한 별장이었다. 이 근처에는 부암동 윤웅렬가와 반계 윤웅렬 별서가 있었기 때문이다. 부암정의 옆에는 공원이 있으나 윤치호 사후 관리가 되지 않아서 야산화되었다. 부암정 근처 고지대에는 대한민국 정부 수립 후 부암동사무소가 들어서 있어 동사무소 뒤편 언덕에서 부암정이 내려다 보인다.
부암정 근교의 부암동 윤웅렬가와 반계 윤웅렬 별서는 모두 윤치호의 아버지 윤웅렬의 별장으로, 윤웅렬은 더운 여름에 열병을 피하기 위해 부암동 가옥 근처에 별장인 반계 윤웅렬 별장을 지었다. 후일 아버지 윤웅렬은 죽으면서 부암동 윤웅렬가와 반계 윤웅렬 별서, 아산군의 윤웅렬 고택은 아들 윤치창에게 넘겨주었다.
부암정 근처에는 이항복의 별장터가 있고, 안평대군이 종로구 무계동에 세운 별장인 무계정사와 안평대군의 친필로 무계동이라고 새겨진 친필 석각품이 있다. 또한 세검정과 백사실도 인근에 소재하며, 4소문의 하나인 창의문도 인접해 있다. 창의문 밖은 과거 조선시대에 한성부와 양주군, 고양군의 경계지점이었다. 북악산이 보이기도 한다. 근처 종로구 가회동의 취운정 역시 윤치호 만년의 별장으로 1941년 윤치호가 매입한 것이었다.

## 혼란
한때 부암정을 반계 윤웅렬 별서나 부암동 윤웅렬가와 같은 것으로 인식되었다. 그러나 윤치호의 일기 1933년 7월 19일자와 1934년 6월 14일자에 의하면 부암정에서 윤치창이 상속받은 별장, 윤치창이 받은 집으로 갔다는 기록이 나타난다.

## 기타
근처인 부암동 348번지에는 부암동 윤웅렬가와 반계 윤웅렬 별서가 소재해있고, 6.25 전쟁 때 사라졌지만 부암동 윤웅렬가와 반계 윤웅렬 별장 사이에는 윤치호의 이복 동생 윤치창이 지어 놓은 양옥식 단독 주택과 한옥이 몇 채가 그 주변에 함께 있었다.
1938년 5월 12일자의 윤치호 일기에 의하면 부암동 윤웅렬가와 반계 윤웅렬 별서 주변에 있던 윤치창의 한옥집과 양옥집은 사치스러워 보는 이들이 부러워했다고 한다. 그러나 삼촌인 윤영렬만이 집들이 지나치게 호화로움을 걱정하였다 한다.

## 같이 보기
- 윤치호
- 윤치호 일기
- 부암동 윤웅렬가
- 반계 윤웅렬 별서
- 윤웅렬
- 윤치창
- 윤영렬
- 윤보선
- 전동장
- 안동장
- 윤치호 일가 묘역
- 윤보선 대통령 대종묘

## 참고 자료
- 서울의 속살은 깊고도 깊습니다 세계일보 2006.01.26